# José Camaña Laymón
José Camaña Laymón (Valencia, 1850 - 1926) fue un arquitecto y político valenciano, hijo de José Zacarías Camaña Burcet. Fue diputado a las Cortes Españolas durante la restauración borbónica.

## Biografía
Estudió arquitectura en la Escuela de Arquitectura de Madrid y se licenció en derecho y doctoró en ciencias por la Universidad de Valencia, en la que trabajó como profesor. Destacó para utilizar un estilo neogótico innovador y realizó el proyecto del Asilo del Marqués de Campo de Valencia (1882), la reforma de la colegiata de Santa María de Játiva (1884) el Colegio de los Escolapios de Alcira, las Salesianas de Valencia (1885) y la capilla de Grácia de la iglesia de San Agustín de Valencia.
Militó en el Partido Conservador, por el que fue escogido regidor del ayuntamiento de Valencia el 1885 y diputado por el distrito de Torrente a las elecciones generales españolas de 1896. Después fue gobernador civil de la provincia de Lérida y de la provincia de Cuenca (1921).

## Obras
- Casa de Manuel Monforte, en calle de la Paz número 4, en Valencia (1878).
- Asilo del Marqués de Campo de Valencia (1882).
- Reforma de la colegiata de Santa María de Játiva (1884).
- Colegio de los Escolapios de Alcira.
- Salesianas de Valencia (1885).
- Capilla de Grácia de la iglesia de San Agustín de Valencia.
- Villa Gadea, en Altea (Alicante).